# Srpski Itebej
Srpski Itebej (izvirno srbsko Српски Итебеј; madžarsko Felsőittabé) je naselje v Srbiji, ki upravno spada pod Občino Žitište; slednja pa je del Srednjebanatskega upravnega okraja.

## Demografija
V naselju živi 1919 polnoletnih prebivalcev, pri čemer je njihova povprečna starost 41,6 let (39,1 pri moških in 44,0 pri ženskah). Naselje ima 907 gospodinjstev, pri čemer je povprečno število članov na gospodinjstvo 2,65.
To naselje je, glede na rezultate popisa iz leta 2002, v glavnem srbsko, a v času zadnjih treh popisov je opazno zmanjšanje števila prebivalcev.
|  |

| Demografija | Demografija     | Demografija     |
| Leto        | Št. prebivalcev | Št. prebivalcev |
| ----------- | --------------- | --------------- |
|             |                 |                 |
|             |                 |                 |
|             |                 |                 |
|             |                 |                 |
| 1948        | 5376            |                 |
| 1953        | 5013            |                 |
| 1961        | 4634            |                 |
| 1971        | 4058            |                 |
| 1981        | 3281            |                 |
| 1991        | 2873            | 2812            |
| 2002        | 2539            | 2405            |
|             |                 |                 |

| Etnična sestava po popisu iz leta 2002 | Etnična sestava po popisu iz leta 2002 | Etnična sestava po popisu iz leta 2002 | Etnična sestava po popisu iz leta 2002 | Etnična sestava po popisu iz leta 2002 |
| -------------------------------------- | -------------------------------------- | -------------------------------------- | -------------------------------------- | -------------------------------------- |
| Srbi                                   | Srbi                                   |                                        | 1.881                                  | 78,21%                                 |
| Madžari                                | Madžari                                |                                        | 255                                    | 10,60%                                 |
| Romi                                   | Romi                                   |                                        | 119                                    | 4,94%                                  |
| Jugoslovani                            | Jugoslovani                            |                                        | 26                                     | 1,08%                                  |
| Hrvati                                 | Hrvati                                 |                                        | 10                                     | 0,41%                                  |
| Romuni                                 | Romuni                                 |                                        | 6                                      | 0,24%                                  |
| Albanci                                | Albanci                                |                                        | 4                                      | 0,16%                                  |
| Makedonci                              | Makedonci                              |                                        | 3                                      | 0,12%                                  |
| Slovaki                                | Slovaki                                |                                        | 2                                      | 0,08%                                  |
| Črnogorci                              | Črnogorci                              |                                        | 1                                      | 0,04%                                  |
| Ukrajinci                              | Ukrajinci                              |                                        | 1                                      | 0,04%                                  |
| Nemci                                  | Nemci                                  |                                        | 1                                      | 0,04%                                  |
| Bolgari                                | Bolgari                                |                                        | 1                                      | 0,04%                                  |
| Neznano                                | Neznano                                |                                        | 9                                      | 0,37%                                  |